# Incidente de Morrison

Desenho japonês do Morrison, ancorado em frente ao Uraga em 1837.

O Incidente de Morrison (モリソン号事件, Morison-gō Jiken) ocorreu em 1837 no Japão, quando o navio mercante dos Estados Unidos, Morrison, dirigido por Charles W. King, para além de intenções comerciais, tencionava entregar náufragos japoneses que haviam sido encontrados em Macau, foi bombardeado e forçado a retirar-se pelos japoneses no âmbito do édito de repulsão de embarcações estrangeiras. O evento foi realizado de acordo com o Edital para repelir navios estrangeiros implementado em 1825.

## História
Para além dos seus objetivos comerciais, o navio tencionava repatriar sete cidadãos náufragos japoneses que tinham sido apanhados em Macau. A embarcação carregava inclusivamente missionários cristãos, entre os quais Samuel Wells Williams.
A natureza da missão do navio tornou-se conhecido um ano após o evento, e isso resultou num aumento das críticas contra o edital.
Entre os japoneses sobreviventes encontravasse Yamamoto Otokichi, que se tornou conhecido pelo seu papel em colmatar o fosso cultural entre o Japão e o resto do mundo.